# Дерево лжи
Дерево лжи (англ. The Lie Tree) — седьмой роман британской детской писательницы Фрэнсис Хардинг, опубликованный в 2015 году издательством Macmillan Publishers. Роман получил премию Коста в 2015 году. В 2016 году был издан на русском языке издательством CLEVER.

## Сюжет
Действие романа разворачивается в викторианской Англии. Главная героиня — четырнадцатилетняя дочь священника Фейт Сандерли. Отец Фейт погибает при загадочных обстоятельствах, но оставляет после смерти странное дерево, питающееся ложью. Фейт предстоит раскрыть, что случилось с её отцом и узнать тайны дерева.

## Критика
The Guardian похвалила «Дерево лжи» за убедительную картину описываемого времени, назвав книгу занимательной и провокационной. The Daily Mail включила книгу в свой список чтения на лето 2015 года. The Sunday Times назвала роман лучшей детской книгой 2015 года.
В 2015 году роман получил премию Коста как лучшая детская книга и как книга года, ранее эти две номинации выигрывал только роман «Янтарный телескоп»  Филипа Пулмана в 2001 году. Жюри премии назвали книгу по-настоящему увлекательной и подходящей как для детей, так и для взрослых.